# Vancouverism
Vancouverismus ist ein Begriff aus dem Städtebau. Benannt ist er nach der kanadischen Stadt Vancouver.
Damit wird die Städtebautechnik bezeichnet, bei der mittelhohe Gewerbegebiete mit wenig umfangreichen Wolkenkratzern, die als Wohngebäude dienen, vermischt werden, um einen Blick auf die umgebende Landschaft zu gewährleisten. In den 1970er Jahren entschieden sich die Bürger gegen die „autogerechte Stadt“ mit Hochstraßen, die die Städte zerschneiden. Man verringerte eine weitläufige Ausdehnung und schuf eine Innenstadt, in der gewohnt und gearbeitet werden kann. Dazu erfuhr der öffentliche Nahverkehr einen Ausbau.